# Clara Collet
Clara Collet   (Londres, 10 de setembre de 1860 - Sidmouth, 3 d'agost de 1948) va ser una economista i funcionària britànica. Va ser una de les primeres dones que es van llicenciar en la Universitat de Londres i el seu treball va ser fonamental en moltes reformes que van millorar enormement les condicions laborals i salarials de les dones durant la primera part del segle xx. També és coneguda per la recopilació de dades estadístiques i descriptives sobre la vida de les dones treballadores.

## Educació
Filla de Collet Dobson Collet i Jane Collet, va començar la seva educació al North London Collegiate School. Quan va acabar la seva educació en 1878, el fundador de l'escola, Frances Buss, la va recomanar per a treballar com a mestra assistent en l'acabada de crear Wyggeston Girls 'School, en Leicester, que després es convertiria en el Regent College. El seu salari era de 80 lliures i es va fer instruir pels mestres de l'escola primària en grec i matemàtiques aplicades.
Collet va estudiar a la Universitat de Londres i en 1880 es va graduar en Llicenciatura en Arts, convertint-la en una de les primeres dones graduades de la Universitat de Londres. A l'octubre de 1885, Collet es va traslladar al College Hall, i va començar a estudiar una especialitat en filosofia moral i política, que incloïa psicologia i economia. Mentre estudiava en l'University College de Londres, va obtenir el Diploma de professora. En 1886, ella i Henry Higgs van rebre conjuntament la Beca Joseph Hume en Economia Política. Collet va rebre un M.A. en 1887.

## Documentació del treball de les dones

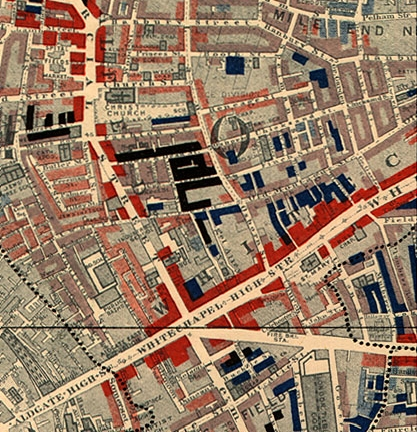
Mapa de pobresa de Booth de 1889 que mostra Whitechapel en el East End de Londres. Les zones vermelles són "acomodades" i les zones negres, classe baixa

Va treballar amb Charles Boot en el seu treball sobre les condicions imperants en Londres de finals XIX. Booth havia planejat incloure un capítol sobre el treball de les dones en la seva enquesta. Collet va ser contractada formalment per Booth a finalitats de 1888 i es va fer càrrec de l'estudi de Green sobre el treball de les dones en el East End de Londres i va contribuir a l'estudi de Graham Balfour sobre Battersea Street. En 1890 va estudiar l'asil de treball Ashby-de-la-Zouch per al treball de Booth sobre els Poor Law Unions.
En els seus diaris, Collet va deixar constància dels problemes amb relació a aquest treball de recerca. Mentre treballava per a Booth, formava a les noies i ocasionalment reemplaçava a Henry Higgs per a donar conferències sobre economia en Toynbee Hall. En 1892 Collet va finalitzar el treball amb Booth, però va continuar mantenint una estreta relació amb ell i els seus antics col·legues. En 1931 va col·laborar aportant dades sobre el servei domèstic al New Survey of London Life and Labor de Hubert Llewellyn Smith.

## Administració pública
Collet es va unir a l'administració pública i va treballar amb la Junta de Comerç introduint moltes reformes, com la de la pensió de jubilació i les borses de treball. Durant aquests anys va treballar amb polítics de renom com David Lloyd George, Ramsay MacDonald, William Beveridge i Winston Churchill.

## Vida privada
La seva família va conèixer a Karl Marx i Clara era amiga de la seva filla Eleanor Marx. També va ser amiga de George Gissing durant els últims deu anys de la seva vida.. Va discutir-se amb HG Wells sobre el pròleg de la novel·la Veranilda, publicada pòstumament per Gissing.

## Publicacions
Per a l'enquesta de Charles Booth Life and Labour of the People London, Collet va ser autora també de Secondary Educatión; Grils, West End Tailoring (Women's), Women's Work and Report on the Money Wages of Indoor Domestic Servant. Collet va seguir interessada en l'estudi del treball de les dones durant la resta de la seva vida i posició econòmica aquestes. Com ara:
- La posició econòmica de les treballadores educades (1902)
- Dones en la indústria (1911)
- Canvis en els salaris i les condicions dels servents domèstics en famílies i institucions privades en el comtat de Londres Collet & Daphne Sanger (1930)